# 4921 Volonté
4921 Volonté este un asteroid din centura principală, descoperit pe 29 septembrie 1980 de Zdeňka Vávrová.